# 夏島 (敷設艇)
夏島(なつしま)は、日本海軍の敷設艇。夏島型敷設艇の1番艇。艇名は夏島 (二等敷設艇)に続いて2代目。夏島は横須賀軍港にあった島。

## 艦歴
①計画艦。1931年(昭和6年)12月24日石川島造船所で起工。1932年(昭和7年)8月1日「夏島」と命名。二等敷設艇とされた。1933年(昭和8年)3月24日進水、同年5月23日に敷設艇の等級が廃止され、類別は(等級無しの)敷設艇に改められた。同年7月31日竣工。横須賀鎮守府籍、横須賀防備隊所属(1936年時)。
友鶴事件の後に復元性能改善工事を実施し、1939年(昭和14年)には船体補強工事を行い公試排水量は668.7トンに増加した。
1938年(昭和13年)7月1日、支那方面艦隊の指揮下に入り九江攻略作戦などに参加。
1940年(昭和15年)に本籍が横須賀鎮守府から呉鎮守府に移り、佐伯防備隊所属となる。
太平洋戦争開戦時は佐伯防備隊に所属し開戦後は同方面の対潜哨戒、防潜網や機雷の敷設、船団護衛などに従事する。
1943年(昭和18年)4月1日鎮海警備府に派遣、旅順方面で行動する。同年12月1日に所属を第八根拠地隊に変更、5日佐伯に入港、10日出港して南東方面に進出した。
1944年(昭和19年)2月1日に類別等級が(特務艇の)敷設艇から(艦艇の)敷設艇に移り、改めて呉鎮守府籍となる。
同年2月22日、ラバウルに残っていた航空隊の整備員などを乗せトラックへ向かう途中ニューアイルランド島沖（またはニューハノーバー島北部海面）でアメリカ駆逐艦「チャールズ・オースバーン」、「ダイソン」、「スタンリー」により沈められた。
4月30日艦艇類別等級表から削除、同日附で除籍された。

## 艇長
艤装員長
- 林田綱雄 大尉：1933年4月25日[39] -

## 同型艇
- 猿島 - 那沙美